# Rifampicina
A rifampicina é um antibiótico bactericida que age ligando-se e inibindo a RNA polimerase dependente de DNA nas células procarióticas, porém não nas eucarióticas.
Ela é um dos agentes antituberculosos ativos mais conhecidos, e é também efetiva contra a maioria das bactérias gram-negativas e gram-positivas.
Ela entra nas células fagocíticas e pode, portanto, destruir microorganismos intracelulares, incluindo o bacilo da tuberculose.
A resistência pode se desenvolver rapidamente em um processo de uma etapa que se acredita ser causado por modificação química da RNA-polimerase microbiana dependente de DNA, resultando de uma mutação cromossômica.
A Rifampicina provoca coloração alaranjada da urina.
Uma mutação cromossómica da RNA polimerase é uma das causas de desenvolvimento de resistência a este antibiótico.